# 小林茂美
小林 茂美（こばやし しげみ、男性、1926年-2009年5月12日）は、日本の国文学者。

## 人物・来歴
山形県生まれ。國學院大學文学部文学科卒業。同大学院博士課程修了、1978年「王朝文学の伝承構造論的研究」で文学博士。國學院大學文学部教授。97年定年退職、名誉教授。

## 著書
- 『源氏物語論序説 王朝の文学と伝承構造 1』桜楓社、1978.5
- 『小野小町攷 王朝の文学と伝承構造2』桜楓社、1981.1
- 『神々の間奏曲 儀礼・芸能・文学』桜楓社、1985.12
- 『源氏物語の表現機構』おうふう、1996.3

### 共編・校注
- 『大和物語』中田武司共編、桜楓社、1974
- 『鑑賞日本古典文学 第10巻　王朝日記』臼田甚五郎、山口博、萩谷朴共編、角川書店、1975
- 『伊勢物語』(影印校注古典叢書) 校注、新典社、1975